# Peplidium
Uvedalia, maleni biljni rod iz porodice Phrymaceae, dio je tribusa Mimuleae. Sastoji se od 4 vrste iz Australije, Indijskog potkontinenta, Sinaja i Egipta. 3 vrste australski su endemi. Rod sadrži još najmanje 10 neopisanih vrsta u Australiji.

## Opis
Višegodišnje ili jednogodišnje zeljaste biljke, ponekad vodene, polegnute, sa stolonima koji povezuju grozdove kratkih grančica, ukorijenjenih u čvorovima; često prošaran žlijezdama. Lišće nasuprotno, lamina pluta u vodenim situacijama, rubovi cijeli. Cvatovi pojedinačni ili grozdasti, s 1–više cvjetova skupljenih u pazušcima lisnatih brakteja; brakteole odsutne. Čaška cjevasta, 5-uglasta, 5-zubasta, u plodu nabrekla. Vjenčić s 2 usne; cijev na dnu simetrična; gornja usna 2-režnjevita; donja 3-režnjevita, ponekad s nepcem straga. Prašnici 4 ili 2; prašnici para(ova) srasli, 1-lokularni; staminodi odsutni. Stigma s 1 malim vestigijalnim preklopom i širokim iritabilnim preklopom, prekriva usta vjenčića.

## Rasprostranjenost
Svijet: c.4 vrste. Uglavnom suptropska, sušna i polusušna Australija, s P. maritimumom koja se proteže do sjeverne Afrike i Indije.

## Vrste
1. Peplidium aithocheilum W.R.Barker
2. Peplidium foecundum W.R.Barker
3. Peplidium maritimum (L.f.) Asch.
4. Peplidium muelleri Benth.

## Sinonimi
- Eplidium Raf.; Autikon Bot. 9 (1840)